# Renato Piola Caselli
Renato Piola Caselli (Livorno, 14 novembre 1866 – Serravalle di Bibbiena, 11 novembre 1948) è stato un generale italiano.

## Biografia
Figlio del generale Carlo Giuseppe Piola Caselli e di Teresa dei Marchesi Costabili, appartiene al ramo cadetto della famiglia. Nato a Livorno, poiché suo padre in quel periodo era comandante della Divisione Militare di detta città. Il 26 luglio 1894, essendo in missione negli Stati Uniti, inviato del Governo Italiano per l'Esposizione Colombiana nell'ambito della Fiera Mondiale di Chicago (per celebrare i 400 anni della scoperta dell'America), si è sposato, con autorizzazione sovrana del 12 luglio, con Mary Phelps e sono nate Mary nel 1895, Renato (detto Renatino) nel 1900 e Teresa nel 1904.

### Gli inizi della carriera militare
Dapprima allievo nel Collegio Militare di Milano il 1º ottobre 1879 è passato nella Scuola Militare, soldato volontario con ferma temporanea il 1º ottobre 1884 (ascritto alla 1ª categoria della sua classe), promosso sottotenente nel 2º Reggimento Bersaglieri con R.D. 2 agosto 1886, ha prestato giuramento ad Asti l'8 settembre; tenente dal 4 novembre 1889, ufficiale d'ordinanza del gen. Enrico Cosenz, capo di Stato Maggiore. ascritto al 5º Reggimento Bersaglieri dal 2 agosto 1891 e successivamente al 2° (19 aprile 1894) è assegnato al 12º Reggimento Bersaglieri. In aspettativa per motivi di famiglia per un anno; decorato della croce di cav. della Corona d'Italia (R.D. 25 ottobre 1894). Richiamato in serv. con R.D. 5 ag. 1901; promosso capitano (G.U. 76 del 29 mar. 1912) nel 3º Reggimento Bersaglieri. Applicato nel Corpo di Stato Maggiore e destinato al Ministero della Guerra (Segretariato Generale) con D.M. 5 aprile 1906; trasferito al 2º Reggimento Bersaglieri (Det. Min. 2 maggio 1909); autorizzato a fregiarsi della croce d'oro per anzianità di servizio (Det. Min. 31 marzo 1910); aiutante maggiore in 1ª (20 agosto 1911) ; ufficiale in servizio permanente con R.D. del 18 febbraio 1912 (G.U. 76 del 29 marzo); promosso maggiore (G.U. 245 del 21 ottobre 1913); nel 40º Reggimento fanteria dal 30 settembre (R.D. 2 ottobre 1913); e poi nell'11º Reggimento fanteria (Det. Min. 5 febbraio 1914).
La mattina del 18 gennaio 1915 raggiunge, con il 39º battaglione dell'11º Reggimento Bersaglieri, la cittadina di Ortucchio (in provincia dell'Aquila), in gran parte distrutta dal terremoto, nella quale si trovava già la 14ª compagnia del 52º Reggimento Fanteria, già arrivata da due giorni. Come si legge nella relazione, impiega un'intera compagnia a svuotare la chiesa di san Rocco dalle macerie, dove son rimasti sepolti quasi 400 fedeli, riuscendo a salvarne qualcuno, coordina le attività, provvede ai vettovagliamenti, all'immediato ricovero dei più deboli, allo sgombero di alcune strade, a far radunare i feriti alla stazione di Cerchio dirigendoli su Avezzano, in 2 giorni fa costruire 62 baracche di legno, fa macellare carne ed acquista viveri dalla fattoria Torlonia, in attesa dei rifornimenti della Commissione Militare, raccoglie gli orfanelli sotto una tenda "Baumann", improvvisando un asilo e favorendo l'opera del Patronato Regina Elena sorto con il terremoto del 1908. Riceverà con altri ufficiali e soldati anche l'encomio della Fondazione Carnegie, avente sede presso il Viminale, e poi, con Decreto Luogotenenziale (8 marzo 1917) verrà autorizzato "a fregiarsi della medaglia d'argento, conferita ai benemeriti per l'opera prestata alle popolazioni funestate dal terremoto della Marsica".

## La Prima Guerra Mondiale
Pochi mesi dopo, avendo il 23 maggio 1915 l'Italia consegnata all'Austria la dichiarazione di stato di guerra, Piola Caselli il 24 maggio è già "in territorio dichiarato in istato di guerra", poi pochi mesi dopo sul Monte Javorceck si merita la medaglia d'argento al valor militare, per aver guidato il 39º Battaglione Bersaglieri; Mussolini, qualche anno dopo, in un discorso agli ufficiali della brigata dirà, tra l'altro: "Sono particolarmente lieto di trovarmi tra voi perché vedo che ognuno di voi ha il petto segnato dai simboli del valore italiano e perché io conosco il vostro Comandante, il Gen. Piola Caselli, col quale ho fatto la trincea sull'Javorcek: e già da allora era leggendario fra tutti noi per la sua straordinaria intrepidezza". Aggiungiamo che gli era stato infatti attribuito l'appellativo di "diavolo azzurro" (mentre suo padre aveva avuto quello di "diavolo rosso"), essendo sempre pronto con i suoi manipoli di bersaglieri a scompigliare l'avversario che però era sempre disposto a trattare con senso cavalleresco. Successivamente fu promosso tenente colonnello (D.L. 21 ottobre 1915), passando nel 34º Reggimento Bersaglieri (18 giugno 1916), 90º Reggimento Bersaglieri (13 luglio) ed infine nel 14º Reggimento Bersaglieri (20 luglio), divenendone colonnello il 3 agosto. Intanto il 19 luglio 1916 è stato ferito da arma da fuoco nel combattimento di Monte Zebio. Esonerato dal comando del 14° dal 26 maggio 1917 (D.L. 5 lugl.) gli vien "Confermato l'incarico del grado superiore conferitogli dal Comando Supremo dal 27 mag. 1917 con decreto del 10 giugno 1917 in seguito a proposta d'avanzamento straordinario per merito di guerra"(D. Luog. 9 settembre 1917). Infatti, colonnello brigadiere per merito di guerra, gli vien affidato nel maggio 1917 il comando della IV Brigata Bersaglieri. Il tenente colonnello Lauricella commenta l'occasione perduta, ritenendo che la Battaglia del Carso nella notte dal 24 al 25 maggio avesse messo in seria crisi il nemico, ma le alte sfere nulla abbiano fatto per renderla decisiva sulle sorti della guerra, mentre affiora un elogio alla brigata di Piola Caselli, "che si batteva magnificamente, ma così stanca!".

### La ritirata dopo Caporetto
Come leggiamo nei suoi bollettini, trovandosi a dover fronteggiare il ripiegamento in seguito alla falla di Caporetto, incalzata dal nemico, il 23 ottobre 1917 la Brigata viene posta sotto il controllo operativo della 2ª Armata, il 27 "a costo dei dolorosi e sanguinosi sacrifici, sostenendo lotte accanite e marcie faticose, senza sonno per tre giorni, senza vettovagliamento, la IV Brigata Bersaglieri ha assolto con onore il compito affidatole, contrastando il terreno palmo a palmo al nemico, ritardandone l'avanzata, ripiegando solo dietro ordine dell'Autorità Superiore", disponendo la ricostituzione in giornata di essa su due reggimenti, 14° (col. Carlo Bosio) e 20° (maggiore Adolfo Mozzoni), e lancia il grido:"o vincere o morire, la difesa della Patria lo esige". Superato il ponte del Diavolo, viene affrontato da un graduato prussiano che intima l'alt: fattolo prigioniero, questi dichiara che un battaglione è a Cividale ed altri due nelle vicinanze. Nella contromanovra, Fochetti è caduto prigioniero, per cui Zoppi ha assunto il comando della Divisione, poi verso mezzodì è venuto l'ordine della radunata della brigata presso Tauriano.
Il 29, dopo una sosta a Gradisca sul Tagliamento, ordina che la brigata si riunisca a Tauriano (frazione di Spilimbergo), ponendo il comando a Casa Zin. "In questi giorni si scrive la storia della Patria e della propria famiglia". Il 30 due settori laterali difendono Pinzano ed il Ponte della Delizia sul Tagliamento, con buon schieramento d'artiglieria. "Faccio sicuro appello all'animo e all'energia di tutti i bravi Ufficiali superstiti perché riaccendano il fuoco dell'onore". Si prelevino con carrieggi cartucce dai Magazzini di Sequals, si ungano fucili ed elmetti con grasso, si diano fucili ai combattenti disarmati. I caporali che abbiano abbandonato i fucili siano retrocessi, "il valoroso gen. Petitti, al quale mi sono presentato per accennare l'opera compiuta dalla Brigata ed ai suoi virili e militari intendimenti mi concesse una distribuzione di viveri e generi di conforto, concessione fatta in questi momenti alle sole truppe combattenti". Il 6 novembre, si tengano in attività le automitragliatrici, si distribuisca vino e liquori presi nel paese."Sacile deve essere un nome glorioso per le truppe della nostra retroguardia". Plauso del comandante la 49ª per la difesa della Livenza. "Il ben meritato premio alle truppe ed agli Ufficiali della mia brava retroguardia valga a rinsaldare sempre più gli animi per i successivi sforzi. Ogni ora che passa è un'ora data all'Italia". 8 novembre, "ci avviciniamo al Piave. L'onore è di chi lo passa per ultimo di chi lo attraversa con maggior numero dei propri soldati e dei propri mezzi". 9 novembre, "Da questa sera riassumo il Comando della Brigata. Nell'acerbo dolore di aver passato il Piave lasciando di là una parte dell'Italia nostra e tanta parte della nostra valorosa Brigata, mi conforta il pensiero del dovere compiuto","il mio cuore di Comandante e di Italiano ha battuto caldo di affetto verso di Voi".
Per meglio inquadrare la dinamica del ripiegamento nel contesto generale, Paolo Giudici scrive: da questo lato la 4ª Brigata Bersaglieri (Piola Caselli) della 62ª Divisione "contenne per un po' l'irruzione avversaria, ma, respinta, si rovesciò sull'altra brigata della divisione", la Salerno (89° e 90°),"la quale, scompigliata dal ripiegamento dei bersaglieri e dal sopraggiungere dei tedeschi e priva del proprio comandante", il gen. Ottavio Zoppi, chiamato a sostituire nel comando della divisione il generale Giuseppe Viora ferito presso Polava, si rigettò sulla Brigata Elba (261° e 262°) della 3ª divisione (gen. Ettore Negri di Lamporo).
Piola Caselli riunì gli avanzi del 14º e del 20º reggimento, reduci dalla battaglia di Purgessimo e Castelmonte, ritirandosi palmo a palmo fino a Carrària di Cividale e, giunti sfiniti a Beivars, ripiegò verso Udine, fronteggiando da tutti i lati l'avversario.

### L'inchiesta sulle giornate di Caporetto
Durante gli interrogatori della Commissione d'Inchiesta, Piola Caselli, dopo aver fatto una panoramica, osserva, "se alla sorpresa non si è preparati completamente (non solo tattica ma anche di insufficiente preparazione militare e morale tale da resistere ad un urto formidabile), lo sfondamento è inevitabile". Ed il nostro giovane esercito non era preparato ad un urto così forte. La classe del '99 non aveva potuto avere quell'istruzione fisica e militare che avevano avuto le classi precedenti; e non era quindi in grado di apporre valida resistenza ad un urto di sorpresa avvenuto sui fianchi. Se le truppe fossero state ammaestrate alla guerra di movimento, se i collegamenti tra riparti e riparto avessero potuto effettuarsi, indubbiamente gli effetti della sorpresa sarebbero stati molto minori e la ritirata assai più lenta e con minori perdite.
In altra parte del verbale, indica: "Verso le 11 fui avvertito dal generale Viora che la brigata sarebbe entrata in azione. Alle 14 il colonnello Maggioni, capo di S.M. della 2ª divisione, m'ordinò verbalmente di destinare un battaglione per l'occupazione delle trincee che da Golobi scendono verso Idersko, per sbarrare le provenienze da quella parte e prendere collegamento con le truppe del IV Corpo d'Armata. L'ordine fu subito eseguito e fu una vera fortuna perché già i primi elementi nemici si affacciavano nella conca di Golobi". Nulla poteva farlo sospettare, al mattino perfetta calma, perfino dei borghesi al lavoro, quando sentite le fucilate e visti i razzi bianchi,"diedi ordine al reggimento lì dislocato di prender posizione: poco dopo mi fu chiesto un plotone per guardare il comando di divisione a Levico ed una compagnia di mitragliatrici per sbarrare la strada. Golobi fu occupata dal nemico; e allora, progettatasi l'operazione per la sua riconquista, essa cominciò all'una del 25 e durò con alterne vicende tutta la notte segnando l'inizio del combattimento generale che si svolse per tutto il 25 sul fronte della mia brigata".
Gli vien chiesto di una fila di obici pesanti campali che si trovavano dietro la linea occupata dai bersaglieri, "Nelle ricognizioni che feci il mattino del 23 vidi degli artiglieri che mettevano dei pezzi in posizione e mi meravigliai che a me non si fosse fatto saper nulla [...] ma poi nel pomeriggio del 24 mi trasferii a Perati, nelle cui vicinanze non v'era artiglieria". Poi "il paese fu in parte rioccupato e se non si riuscì a scacciare il nemico si raggiunse però il risultato di sbarrargli il passo verso la conca di Levico. Intanto il combattimento si era esteso per tutta la linea. Verso le 10 il gen. Viora mi chiamò al Comando a Levico e mi dette l'ordine verbale per il ripiegamento, qualora circostanze esterne lo rendessero necessario". Alle 2 del 26 il Corpo d'Armata. ordina il ripiegamento sulla linea di Monte Purgessimo - Castel del Monte."Detti subito le disposizioni per questo movimento che per il tempo che si richiedeva per discendere dall'alto nella valle occorrevano circa 3 ore e con la pressione nemica non poteva compiersi che in condizioni difficili; ne detti avviso al gen. Zoppi che era in vetta al Matajur". Verso le 8 incontrava sulla strada il gen. Napoleone Fochetti, destinato alla 62ª divisione "ed io dopo averlo edotto sulla situazione, gli cedetti il comando riassumendo quello della IV brigata bersaglieri".
Piola Caselli aggiunge:"Durante questo nuovo ripiegamento rimasi colpito dall'ordine con cui tutta la grande massa" si stava ritirando, carri militari e borghesi, soldati e transfughi. "Se dietro il Tagliamento vi fosse stato qualche migliaio di vecchi militari esperti ed arditi, che avessero dalla fiumana dei ripieganti selezionato i soldati buoni [...] si sarebbe potuto formare una forza sufficiente per rimanere in quelle posizioni in attesa - Invece molti elementi furono fatti disperdere molto indietro, per esempio uno dei miei reggimenti fu obbligato a marciare indietro fino a Pordenone e poi vicino a Vicenza. Ricevetti delle lettere da miei ufficiali che desideravano raggiungere la brigata e non veniva loro permesso: dovetti mandare là un ufficiale e potei riavere qualche reparto con dieci o dodici ufficiali". Il Tagliamento era in piena ma l'1, il 2 e 3 novembre essa è diminuita, il 4 novembre vien deciso il ripiegamento sul Piave e la brigata viene impiegata come retroguardia del VII Corpo.
Ripete che con molti soldati che vedeva, privi di ufficiali, potendo organizzarli si sarebbe potuta fare una resistenza."Dovetti constatare l'ignoranza completa da parte degli ufficiali delle norme del combattimento all'aperto, della marcia in misura di sicurezza", spesso sbucavano delle pattuglie di arditi nemici con mitragliatrici leggere che determinavano del panico.
Essendo Viora stato ferito da mitragliatrice, Piola Caselli riceve l'ordine di riassumere il comando della divisione, in attesa di Zoppi, comandante la brigata Salerno: recatosi dal capo di Stato Maggiore della divisione per concertare la difesa della linea, preoccupandosi specialmente "dello sbarramento stradale e per l'organizzazione alla meglio dei servizi di rifornimento munizioni e viveri. Su tutti i tratti della linea, durante tutta la sera il nemico pronuncia attacchi ai quali le truppe, per quanto stremate di forze e non vettovagliate, resistono con spirito di sacrificio".
Ma aggiunge, assai criticamente: "Inoltre lo stato maggiore si è mostrato deficiente: gli ottimi ufficiali formanti, in tempo di pace, lo stato maggiore erano saliti ai gradi superiori lasciando il posto a giovani ufficiali non come loro provetti" ed anche i servizi non hanno funzionato,"molti feriti fui costretto a caricarli sulle autoblinde", alcuni si uccisero per non cadere in mani nemiche, vettovagliamenti mancati sin dall'inizio e ciò minava lo spirito di resistenza, poi i giovanissimi tratti dai depositi "non potevano avere la solidità di resistenza di soldati già allenati; ma con tutto ciò posso ben dire di esserne stato soddisfatto".
In una lettera confidenziale ad un parente rievocherà, una ventina d'anni dopo,"I ricordi del ripiegamento dal Tagliamento al Piave non si possono dimenticare. Pur dolorosi per l'esercito ed il Paese io li ricordo sempre con viva fierezza e soddisfazione di Comandante. Dopo 3 anni di statica di trincea finalmente! Comandavo - un'azione in movimento - un forte gruppo delle tre armi di italiani decisi a rallentare l'inseguimento e a dar tempo all'Italia di fermarlo per sempre al Piave al Grappa sugl'altipiani. Fra i miei ufficiali che hanno assolto molto bene, con onore, il loro compito ricordo il Norsa e ti prego fargli avere l'accluso saluto". "Il 9 nov. il 12° Reggim. Cavalleggeri di Saluzzo passa il Piave a Susegana con le truppe a cavallo, lasciando le altre unità alle dipendenze del gen. Piola Caselli". Molti scritti lo indicano già come generale, anche se effettivamente è colonnello brigadiere, quindi facente funzione di generale. Infatti, sarà ufficialmente promosso Brigadiere Generale con il D. Luog. 20 giugno 1918.
Il gen. Pompilio Scharini lo menziona varie volte: alla "Battaglia delle Melette" (3-5 dicembre 1917), al combattimento del Sisemol (6 dicembre), nella ripresa offensiva del 27-31 gennaio, detta anche "La battaglia dei tre Monti" (Valbella, Col del Rosso, Col d'Echele), e nell'Avanzata conclusiva.
Paolo Monelli ha scritto:"La 4ª Brigata Bersaglieri (col. Piola Caselli) schiera tra Valbella e Sisemol il 5º Reggimento Bersaglieri, sul Sisemol il 14° (Battaglioni 40° e 54° sulle cima e sulla ridotta, 61° sino a Bertigo), in riserva il 20° (Battaglioni 71°, 72° tra Bertigo e i rovesci E-N-E del Sisemol).
Il gen. Archimede Palazzo, all'epoca suo giovane ufficiale, rievocando la gloriosa "Brigata della Morte" (14° e 20° Bers.) ha lasciato un ricordo, "fra il 28 e il 29, nel cuore della notte, con i nostri camici bianchi e gli elmetti cosparsi di calce, sprofondando nella neve, ci spostammo verso Costalunga e, col 20º Bersaglieri ed i resti del 5°, ci radunammo di nuovo cauti, invisibili".
Uno dei suoi fedelissimi soldati, al quale offrirà una propria foto con dedica, il grande invalido Marco Bonato, ricorda l'allarme la sera del 24 dicembre 1917, balzati dal sonno, tra il nevischio erano arrivati fino a Santa Caterina di Lusiana; la mattina, dopo la messa, Piola Caselli stava parlando ai suoi reggimenti, quando è sopraggiunto un portaordini in motocicletta, zaini in spalla sono ripartiti, raggiungendo la cima Ekar avvolta nelle tenebre, in quei giorni il nemico, sopraffatto, ha dovuto ripiegare sui monti Valbella e Sisemol, la sua avanzata è stata arrestata ed il 1º gennaio son potuti discendere di rincalzo a Campo Rossignolo. Mentre si stavano recando da Monte Mosca a Monte Tondo a prelevare legna per costruire dei ricoveri, sono arrivati dei velivoli nemici, ma il comando ha richiesto telefonicamente soccorso, per cui ne sono sopraggiunti uno italiano ed uno inglese. Occorrendo conquistare il Valbella, per avere il dominio dell'Altipiano, la sera del 27 il 20° ha preordinato un'azione dimostrativa su Sisemol per il 28, mentre il 5° ed il 14° col 4º reparto d'assalto sono andati alla conquista del monte e della cima Valbella, con azione avvolgente. Il sole splendeva sui monti coperti di neve, ma alla fine si è dovuti tornare sulle linee. Il mattino seguente si è attaccato e nel primo pomeriggio Monte e Cima sono stati conquistati. La notte stessa Piola Caselli "venne personalmente a ispezionare i piccoli posti avanzati e a portare la sua parola di encomio e di incoraggiamento".
I "ragazzi del '99" della IV Brigata Bersaglieri di Piola Caselli ed il 5º Reggimento del colonnello Reggio si son difesi con bravura al Valbella, al Col del Rosso ed al Col d'Echele, dove il nemico preme fortemente.
Il 28 gennaio 1918 il 5°, il 20° ed il 14°, agli ordini di Piola Caselli, hanno effettuato l'azione conclusiva in questo settore, per cui egli vien decorato di una seconda med. d'argento al valor militare, con la seguente motivazione:"Comandante di una brigata, in successivi importanti combattimenti svoltisi in circostanze difficilissime, costantemente sulle linee più avanzate, con sereno sprezzo del pericolo e con risoluta calma diede alle sue truppe mirabile esempio delle più alte virtù militari; e contribuì molto efficacemente colla sua azione personale alla strenua difesa ed al vittorioso esito dei tenacemente ripetuti attacchi. Monte Sisemol - Monte Val Bella, novembre 1917 - gennaio 1918".
Il 19 settembre 1918 Paolo Orlando annota nel suo Diario:"Sono tornato a Roma dopo esser stato per 8 giorni ospite del gen. Renato Piola Caselli, comandante nelle prime linee dal Monte Pasubio al Monte Grappa, sino agli ultimi nostri posti a 10 km. da Rovereto".

### La fine della Grande Guerra
Quando la Grande Guerra finisce egli si trova nei pressi di Folgaria, infatti ha preso parte con la 4ª Brigata alle operazioni ed all'inseguimento sugli Altipiani del nemico in fuga, nei giorni 2-3-4 nov., catturando l'intera brigata Kaiserjäger e spingendosi fin su Trento. Poi, dal 1º dicembre 1918 all'11 aprile 1919 partito da territorio in stato di guerra continua a comandare la IV Brigata dislocata in Val Avisio e il 5 maggio torna in territorio considerato di guerra e riparte il 6 settembre con la VII Brigata Bersaglieri.
Dal 16 ottobre 1919 risulta in missione negli Stati Uniti, per conto del Commissariato per l'Emigrazione, ed il 9 marzo 1920 è rientrato in Italia.
Con R.D. del 5 ottobre 1920 vien confermato comandante della Brigata Granatieri di Sardegna dal 9 marzo precedente. Il giovane principe Umberto di Savoia inizia la sua carriera militare, prestando giuramento al suo cospetto ed a quello dell'ammiraglio Attilio Bonaldi. Con R.D. del 25 gennaio 1923 assume il grado di generale di brigata dal 1º febbraio.

## La contromarcia su Roma
Il 28 ottobre 1922 Vittorio Emanuele III ha ormai deciso di affidare l'incarico di Presidente del Consiglio a Benito Mussolini, anche perché teme una congiura di palazzo, da parte del cugino Emanuele Filiberto di Savoia-Aosta, assai popolare nell'esercito per aver comandato valorosamente la III Armata e di simpatie fasciste, ma deve fare i conti pure con la piazza, non tutta favorevole allo svolgersi dei nuovi eventi. L'esercito è schierato, dipende dal Re, ma deve fare anche da cuscinetto, per evitare spargimento di sangue, e i suoi vertici attraverso Diaz hanno ammonito il re che "l'esercito avrebbe certamente fatto il suo dovere, ma sarebbe stato bene non metterlo alla prova".. Non di meno il generale Emanuele Pugliese (di origine ebraica ed autore del libro Io difendo l'Esercito), comandante la Divisione di Roma, il 28 ottobre 1922 alle 10:10 fa occupare la Casa del Fascio e fa bloccare treni che trasportavano 7000 fascisti verso Roma, poi alle 15 emette un ordine, avente per oggetto: Contegno delle truppe nella circostanza di tentativi fascisti d'ingresso in Roma, indirizzato ai generali Piola Caselli (il quale presidia il settore più sensibile, il Tiburtino), e Ugo Cei, per l'invio di "ufficiali superiori adatti a svolgere opera persuasiva, intesa a dimostrare a detti fascisti l'assoluta necessità che essi si astengano dall'entrare in città, in attesa dell'arrivo dell'on. Mussolini, incaricato della formazione del nuovo Ministero". Per Ulisse Igliori e Gustavo Fara nessun problema, Giuseppe Bottai invece si è impuntato a non mutar programma, tanto da avere, il 30 verso mezzodì, un alterco con Renato Piola Caselli, sopraggiunto in automobile, il quale doverosamente lo ha avvertito: "Le consiglio di non passare per il rione di San Lorenzo. Il consiglio potrebbe diventare ordine se Ella non lo eseguisse",,al che imperterrito ha risposto: "Mi spiace molto, ma la mia strada passa per San Lorenzo e io non la lascerò". Interviene il colonnello Angelo Sagna, il quale fa da mediatore, proponendo di fermarli, giunti a ponte Mammolo, nei pressi del forte Tiburtino, per dar tempo agli ufficiali di preparare gli abitanti del quartiere di San Lorenzo, convocando i rappresentanti di spicco davanti al Verano, cosicché "comunisti e socialisti garantirono che se non ci fossero state provocazioni","loro non ne avrebbero impedito il passaggio", concedendo persino, secondo Pugliese, che non avrebbero considerato atto provocatorio il canto di inni fascisti. Tuttavia, per maggior cautela, Piola Caselli si è posto alla testa e Sagna in coda in un quartiere apparentemente fantasma, strade deserte, serrande abbassate, finestre e portoni serrati. In un clima tesissimo, il gruppo fascista marcia tra la folla ostile , poi, d’improvviso scoppia il pandemonio. Il casus belli resta ancora un mistero, ma qualunque fosse stata la scintilla, gli squadristi agirono con estrema decisione: secondo lo stesso Bottai infatti, vengono “operate rapide ma violente azioni di rastrellamento in tutto il quartiere“: risultato, 13 morti.
È stato promosso generale di divisione con anzianità dal 15 luglio 1925 e contemporaneamente comandante la divisione militare di Chieti (D.M. 15 novembre 1925) e trasferito con R.D. 22 maggio 1926 della divisione militare di Gorizia, fino al 15 ottobre 1927 quando è passato comandante dell'"Accademia Militare di Fanteria e Cavalleria" di Modena, carica alla quale ha dedicato pochi mesi, preferendo una vita militare attiva.

## Generale di Corpo d'Armata e missione in Albania
È stato nominato generale di corpo d'armata e comandante del Corpo d'Armata di Bari dal 1º marzo 1928 (R.D. 23 feb. 1928), città dalla quale il 12 dicembre si è imbarcato, sbarcando a Durazzo il 15, "per missione all'Estero (Albania)", essendo incaricato dal Governo italiano a recarsi da re Zog per consegnargli ufficialmente il collare della Santissima Annunziata; durante la cerimonia di conferimento gli viene data altrettanto solennemente "una pesante sciabola d'argento" (che verserà con altri oggetti qualche anno dopo "alla Patria", come si legge in un trafiletto di giornale, con le seguenti parole: "se il popolo italiano donasse tutto il suo oro e tutto il suo argento più caro per la resistenza, rimarrebbe sempre il più ricco del mondo per forza morale"), quindi il 19 si reimbarca ed il 20 rientra in sede.
Con sovrana determinazione del 5 settembre 1929 vien autorizzato a fregiarsi della Gran Croce della Stella di Romania.
Il 31 agosto 1931 ha scritto una lunga lettera a Shoghi Effendi, custode della fede bahà'i ad Haifa, affermando che ormai ci si debba avviare all'idea dell'unità delle religioni, in una nuova forma mentis, per arrivare anche ad una federazione di stati, ad un governo mondiale, adottando una lingua ausiliaria internazionale, occorrendo vivere non nel proprio guscio ma per il mondo.
Nell'ottobre 1932 ha presenziato all'inaugurazione del palazzo della Banca d'Italia di Bari, con Araldo di Crollalanza (min. dei Lavori Pubblici, il bonificatore dell'Agro Pontino), opera dell'ing. Biagio Accolti.
Al confine tra le provincie di Foggia e di Bari nella primavera del 1932 hanno luogo le grandi manovre del IX Corpo d'Armata, comandate da Piola Caselli, onorate dalla presenza del Principe Ereditario, il quale "grandemente soddisfatto del brillante esito, in un ordine del giorno elogiò il IX Corpo d'Armata ed il suo Comandante in Capo".
Dal 14 novembre 1932 è stato collocato in ausiliaria (R.D. 3 nov. 1932) fino al 14 novembre 1944, quando sarà posto in congedo assoluto, "conservando il grado e l'uniforme".

## Libro su Alessandro Lamarmora
Dedicatosi all'attività di scrittore, nel 1936 scrisse una biografia di Alessandro Lamarmora con prefazione di Emilio De Bono.
Renato Piola Caselli risulta tra gli aspiranti senatori negli anni 1937-39, invece è divenuto Presidente del Museo Storico dei Bersaglieri, essendone stato tra i fondatori. Esso era nato infatti come raccolta di cimeli, fin dalla sua partecipazione, con altri ufficiali, alla mostra del "Padiglione del Risorgimento Italiano", all'"Esposizione Generale Italiana di Torino" del 1884, . In questo Museo sono collocati molti ricordi di suo padre, Carlo Giuseppe Piola Caselli, tra cui un "Diario" della Guerra di Crimea ed un quadro di Domenico Induno. Verrà poi richiesto il suo medagliere, che è infatti là conservato, ma molto altro materiale riguardante lui personalmente era ed è disseminato sia in varie sale che in altre stanze.